# Като, Рёхэй
Рёхэй Като (яп. 加藤 凌平 Като: Рё:хэй, р.9 сентября 1993) — японский гимнаст, призёр чемпионатов мира и Олимпийских игр.
Родился в 1993 году в префектуре Сидзуока. В 2012 году стал обладателем серебряной медали Олимпийских игр в Лондоне в составе команды. В 2013 году завоевал серебряную медаль чемпионата мира в многоборье. В 2014 году стал серебряным призёром чемпионата мира в составе команды, в личном зачёте завоевав бронзовую медаль в упражнениях на брусьях.